# 水西庄
水西庄，位于今天津市红桥区，是清朝查日乾、查为仁父子创建的私家园林。现已无存。

## 历史
查家一般分为南查、北查两支。南查在浙江海宁，清朝康熙年间，曾有“一门十进士，兄弟三翰林”的说法。但是雍正年间，查嗣庭“维民所止”的文字狱，将南查在朝廷的不少人牵连进去。北查主要经营盐业，后来定居天津，因为是著名富户，所以民间俗称“阔查”、“查半城”。查日乾、查为仁、查为义等人便是北查的代表人物。
水西庄位于天津老城以西、南运河南岸，始建于清朝雍正元年（1723年）。是由天津盐业富商查日乾、查为仁父子创建。乾隆年间续建“屋南小筑”、“小水西”、“芥园”、河神庙等建筑。水西庄建成后，成为文人墨客常来之地。乾隆帝南巡时，曾四次驻跸的水西庄。乾隆十三年（1748年）驻跸时，恰逢芥园紫芥开花，乾隆帝赐名并题写“芥园”。后来乾隆三十六年（1771年）、乾隆三十八年、乾隆四十一年，乾隆帝又三次驻跸。据海宁查氏后人传说，水西庄查家与曹雪芹祖父曹寅为世交，江南曹家被抄时，曹雪芹年幼，举家赴北京时曾将曹雪芹托付给水西庄查家照料。周汝昌等红学家认为，曹雪芹的《红楼梦》与水西庄有关，书中对水西庄景物多有借鉴，如“藕香榭”等与水西庄景物名称多有相同或近似。袁枚在《随园诗话》中，将水西庄与扬州马氏的小玲珑山馆、杭州赵氏的小山堂等并称大运河上的几处知名私家园林。
乾隆中期，查为仁、查为义先后逝世，查礼、查善长在外游宦，水西庄开始衰落。道光年间，金文波捐廉重修水西庄，并将数帆台改为歇山楼，梅成栋等人在其中结梅花诗社。
清朝咸丰、同治年间，南运河芥园大堤两次决堤，对水西庄造成严重破坏。光绪年间，水西庄被军警所占，园林破坏殆尽。后来因为城市建设，水西庄原址上先后建起聚丰曲店，贫民小学校，济安自来水公司，北洋火柴公司。一度改作河神庙的芥园，1901年变成济安自来水股份有限公司（芥园水厂）用地。1950年代初，济安自来水公司与天津自来水公司（1897年英国人兴建，位于天津英租界巴克斯道（今保定道）与达文波路（今建设路）交口处）合并组建新的天津自来水公司。当年水西庄河神庙的一对石狮子，随着新的天津自来水公司办公楼建成，被迁移到几公里外的建设路上的天津自来水公司办公楼门前。
1933年12月15日，以严智怡（严修之子）为董事长的天津中山公园董事会，发起成立了天津最早的文化遗址保护组织“天津水西庄遗址保管委员会”。计划保护并修复水西庄，但因战乱而终止。
1992年，天津水西庄学会成立。此后，天津市各界曾多次提议在其他地址重建水西庄（实际上都是以水西庄为名的新园林，与原有的水西庄无关），但都尚未实现。
2001年夏，金庸（查良镛）偕夫人首次来天津，便曾访问红桥区，听取了水西庄研究成果，会见了水西庄查氏后人。此行金庸还题诗：“天津水西庄，天下传遗风。前辈繁华事，后人想象中。”

## 建筑
水西庄的原址位于南运河南岸，芥园大堤及芥园大堤东街的南北两侧（现在芥园大堤东段已改为向北弯曲。芥园大堤东街的西段已不存在，东段大概在日明路附近）。根据1930年代天津水西庄遗址保管委员会组织绘制的《天津芥园水西庄故址图》（曾刊登在《河北第一博物院画刊》天津芥园水西庄专号第一期），水西庄故址平面呈不规则形。芥园大堤及芥园大堤东街以北的部分，东西长，南北窄，平面大致呈直角三角形，沿南运河自东向西收窄，其位置大致在如今的芥园大堤西段到日明路以北，其中在如今闸桥南路的西侧曾有牌坊。现在该部分主要是居民小区“米兰弘丽园”的所在地。芥园大堤及芥园大堤东街以南的部分，平面呈“厂”字形，北到芥园大堤，东到闸桥南路，南到芥园道，现为芥园水厂的所在地。过去的河神庙就在该部分的东北角。
水西庄建成后，乾隆年间，查为仁之弟查集堂在水西庄右侧新建一园，后取名为“芥园”。水西庄和芥园内曾先后有：藕香榭、秋白斋、揽翠轩、枕溪廊、数帆台、花影庵、泊月舫、绣野簃、碧海浮螺亭、澹宜书屋、水琴山画室、古芸台、竹间楼、夜月廊、平冈、红板桥、一犁春雨、小水西、夕阳亭、歇山楼等建筑。查氏兄弟在道南新辟小园，取名为“屋南小筑”，屋南小筑中有晴午楼、花香石润之堂、送青轩、小丹梯、若槎读书廊、月明笛台、萱苏径、古香小茨、苔花馆、来蝶亭、小旸谷、小憩舫、玉笠亭等等。整个水西庄内种植有翠竹数亩，还有红菱、梧桐、桂花、梅花、芭蕉等植物。南运河的河水成为水西庄的水源。乾隆年间天津诗人康尧衢在《沽上竹枝词》中写道：“琵琶池上起龙台，曲曲回廊近水开。每到紫藤花发处，游人都问芥园来。”